# Gianna Nannini
Gianna Nannini (ur. 14 czerwca 1954 w Sienie) – włoska piosenkarka rockowa. Autorka tekstów piosenek.
Urodziła się w Sienie (Toskania, Włochy). Jest starszą siostrą kierowcy Formuły 1, Alessandra Nanniniego. Pobierała naukę gry na fortepianie w Turynie oraz kompozycji muzyki w Mediolanie.
Jej pierwszym hitem był w 1979 r. singel America z albumu California, który puszczano w kilku krajach europejskich. Jej popularność we Włoszech rozpoczęła się w 1984 r. wraz z ukazaniem się jej szóstego albumu (Puzzle). Album ten znalazł się na szczycie list przebojów („top 10") we Włoszech, Niemczech, Austrii i Szwajcarii.
Występowała w wideoklipie Fotoromanza (reż. Michelangelo Antonioni), wygrała kilka nagród muzycznych i rozpoczęła europejską trasę koncertową, uczestnicząc m.in. w Montreux Jazz Festival. W 1986 r. jej piosenka Bello e impossibile stała się dużym przebojem i przyniosła jej kolejne nagrody we Włoszech, Niemczech, Austrii i Szwajcarii. W 1987 r. wydała składankę Maschi e altri, która sprzedała się w ponad milionie egzemplarzy.
W 1990 r. razem z Edoardo Bennato śpiewała oficjalny hymn piłkarskich Mistrzostw Świata w 1990 r., Un’estate italiana.
W 1994 r. ukończyła studia wyższe na kierunku filozofia na Uniwersytecie w Sienie. Rok później wzięła udział w proteście, zorganizowanym przez Greenpeace we francuskiej ambasadzie w Rzymie, przeciwko francuskiemu rządowi w związku z próbami nuklearnymi na Mururoa.
W 2004 r. wydała składankę swoich najlepszych przebojów, nagrywając je ponownie. Album Perle zawiera w większości jej stare utwory w nowych aranżacjach. Przy nagrywaniu płyty współpracowali Christian Lohr fortepian, instrumenty klawiszowe także współproducent oraz kwartet smyczkowy w składzie: Vincenzo di Donna (pierwsze skrzypce), Luigi de Maio (drugie skrzypce), Gerardo Morrone (altówka) i Antonio di Franca (wiolonczela). Z tą orkiestrą Gianna Nannini odbyła trasę koncertową Perle-tour w Europie Środkowej w 2004–2005 r.
W lutym 2006 r. ukazał się album „Grazie” piosenka Sei nell’anima osiągnęła szczyt jednej z włoskich list przebojów. Latem 2006 r. koncertowała z tą płytą po całych Włoszech. Innym przebojem z tej płyty stał się utwór IO.
We wrześniu 2006 r. w duecie z Andreą Bocellim nagrała singel Ama credi e vai.
Udział Gianny można odnaleźć także w solowym albumie Sanctuary Alexandra Hacke (utwór Per sempre Butterfly).
W roku 2007 występowała jako support dla amerykańskiego zespołu Bon Jovi podczas ich europejskiej trasy koncertowej.
W roku 2007 ukazała się płyta „Pia” oraz w latach 2007/2008 składanka najlepszych 30 utworów „GiannaBest”
W latach 2007–2008 jej single Meravigliosa creatura oraz Aria zostały użyte, w wersjach akustycznych, w reklamach telewizyjnych Fiata Bravo.
Na początku 2009 roku ujrzał światło dzienne krążek „Giannadream – Solo i sogni sono veri”, przy tej płycie Gianna współpracowała po raz kolejny z Willem Malonem. Pierwszy singiel z tej płyty „Attimo”, jak i kolejne „Maledetto ciao” i „Sogno” okazały się wielkimi hitami.
Na początku grudnia 2009 r. ukazał się singiel z piosenką „Salvami” gdzie Gianna zaśpiewała razem z Giorgią. Piosenka od razu znalazła się na szczytach list przebojów.
26 listopada 2010 roku Gianna w wieku 56 lat urodziła swoje pierwsze dziecko – Penelopę Jane.
3 grudnia 2010 roku ukazał się singiel „Ogni tanto” promujący nową płytę pod tytułem „Io e te”, która ukazała się 11.01.2011 roku.

## Dyskografia
- Gianna Nannini (1976)
- Una radura (1978)
- California (1979)
- G.N. (1981)
- Sconcerto Rock (1981, ścieżka dźwiękowa)
- Latin Lover (1982)
- Puzzle (1984)
- Tutto Live (1985, live)
- Profumo (1986)
- Maschi e altri (1987, kompilacja)
- Malafemmina (1988)
- Scandalo (1990)
- Giannissima (1991, live)
- X Forza E X Amore (1993)
- Dispetto (1995)
- Bomboloni (1996, kompilacja)
- Cuore (1998)
- Momo (2002, ścieżka dźwiękowa)
- Aria (2002)
- Perle (2004 kompilacja w wersji akustycznej)
- Grazie (2006)
- Pia (2007)
- GiannaBest(2007/2008)
- Ama, Credi e Vai (2006) duet z Andrea Bocelli
- Giannadream – Solo I Sogni Sono Veri (2009)
- Io e Te (2011)
- Inno (2013)
- Hitalia (2014)
- History (2015)